# Râpaș
Râpaș – wieś w Rumunii, w okręgu Hunedoara, w gminie Turdaș. W 2011 roku liczyła 49 mieszkańców.